# Leiolepis ngovantrii
Leiolepis ngovantrii es una especie de lagarto de la familia de los agámidos. Solo se conoce de una reducida zona en el sudeste de Vietnam en la provincia de Bà Rịa-Vũng Tàu. Esta especie se reproduce por partenogénesis y su población se compone totalmente de hembras, no existen machos. Esta especie surgió a partir de híbridos de machos de L. guttata con hembras de L. reevesii.
Habita entre las dunas costeras y zonas boscosas alteradas. Algunos investigadores creen que es más propensa a la extinción debido a su reducida variación genética de una generación a la siguiente.
Su mayor depredador es el ser humano, ya que forma parte de varios platos vietnamitas.

## Su método de reproducción
Lo más sorprendente de esta especie es su método de reproducción. Todos los ejemplares son iguales, no hay diferencia entre ellos que se pueda ver a nivel genético o según su apariencia. Esto se debe a que se reproducen por partenogénesis, es decir, producen nuevos ejemplares al producir células germinales femeninas no fecundadas, por lo que no necesitan espermatozoides para reproducirse, es por ello por lo que su población está compuesta tan solo por hembras.

## Características
Esta especie mide 11 pulgadas, con patas cortas pero fuertes que le permiten moverse a gran velocidad para escapar de cualquier depredador.
Su cuerpo está cubierto de escamas. Su cola es alargada. Los colores de su cuerpo les permiten esconderse y protegerse entre ramas y restos de plantas.